# Ido (profeta)
Ido (em hebraico: עדו 'Iddō "oportuno" ou "no tempo") também chamado de Iudo, Jedo, Adei, Iddou ou Ado foi um profeta bíblico importante, de acordo com os Livros de Crônicas, ele foi contemporâneo de Salomão e seus herdeiros, Roboão e Abias.
Embora pouco se saiba sobre Ido, os Livros de Crônicas dizem que os eventos do reinado de Salomão, bem como as profecias de Ido a respeito do rei Jeroboão I de Israel, foram registrados por escrito. Os supostos registros compostos por Iddo não existem mais. Ele também é creditado com uma história do rei Roboão e seu filho, o rei Abias. 
Ido é retratado no Livro de Zacarias como o avô de Zacarias, teólogos em sua maioria afirmam que existe possiblidade do Ido citado no Livro de Zacarias ser o mesmo do Livro de Crônicas.